# Championnats parasportifs européens
Ne doit pas être confondu avec Championnats sportifs européens.
Les championnats parasportifs européens sont des événements multisports, regroupant, au sein d’un même événement organisé tous les quatre ans, les championnats d'Europe de plusieurs parasports du continent. L’édition inaugurale des championnats a eu lieu du 8 au 20 août 2023, à Rotterdam.
Organisé par l'association European Para Championships BV, le concept est similaire aux championnats sportifs européens où les fédérations européennes sont invités à organiser leurs championnats respectifs sur une même date et une même ville.

## Éditions

### Première édition (2023)
La première édition regroupe les dix disciplines suivantes : badminton, basket fauteuil, boccia, cyclisme, goalball, judo, tir, taekwondo, tennis fauteuil, tir à l'arc.
Rotterdam est retenue comme ville hôte, le Néerlandais Eric Kersten ayant eu l'idée en 2019 de combiner les différents championnats d'Europe.
1 500 athlètes paralympiques de quarante-cinq pays européens différents sont attendus. Plusieurs épreuves sont qualificatives pour les Jeux paralympiques de Paris 2024.